# Adriano Bernardini
Adriano Bernardini (Piandimeleto, 13 agosto 1942) è un arcivescovo cattolico e diplomatico italiano.

## Biografia
Nasce a Piandimeleto, in provincia di Pesaro e Urbino e diocesi di Montefeltro, il 13 agosto 1942.

### Formazione e ministero sacerdotale
All'età di 11 anni entra nel seminario minore di Pennabilli, Diocesi di San Marino-Montefeltro dove consegue la licenza media; prosegue negli studi ginnasiali e liceali presso il Pontificio Seminario Romano Minore dove consegue la maturità classica; prosegue nella formazione al sacerdozio presso il Pontificio Seminario Romano Maggiore frequentando i corsi presso la  Pontificia Università Lateranense dove consegue il baccalaureato teologico, la specializzazione e il dottorato in diritto canonico. Oltre alla lingua madre italiana parla inglese, spagnolo e francese.
Riceve l'ordinazione presbiterale, per la diocesi di Roma, il 31 marzo 1968 dal cardinale Egidio Vagnozzi, presidente della Prefettura degli affari economici della Santa Sede.
È inviato alla Pontificia accademia ecclesiastica dove si forma per entrare nel servizio diplomatico della Santa Sede, operando presso le rappresentanze pontificie in Pakistan e in Angola, paese quest'ultimo dal quale viene espulso nel 1975 durante la guerra civile. Prosegue con le missioni diplomatiche in Giappone, Venezuela e Spagna. Nel gennaio 1989 è stato nominato incaricato d'affari nella nunziatura apostolica in Cina (Taiwan).

### Ministero episcopale

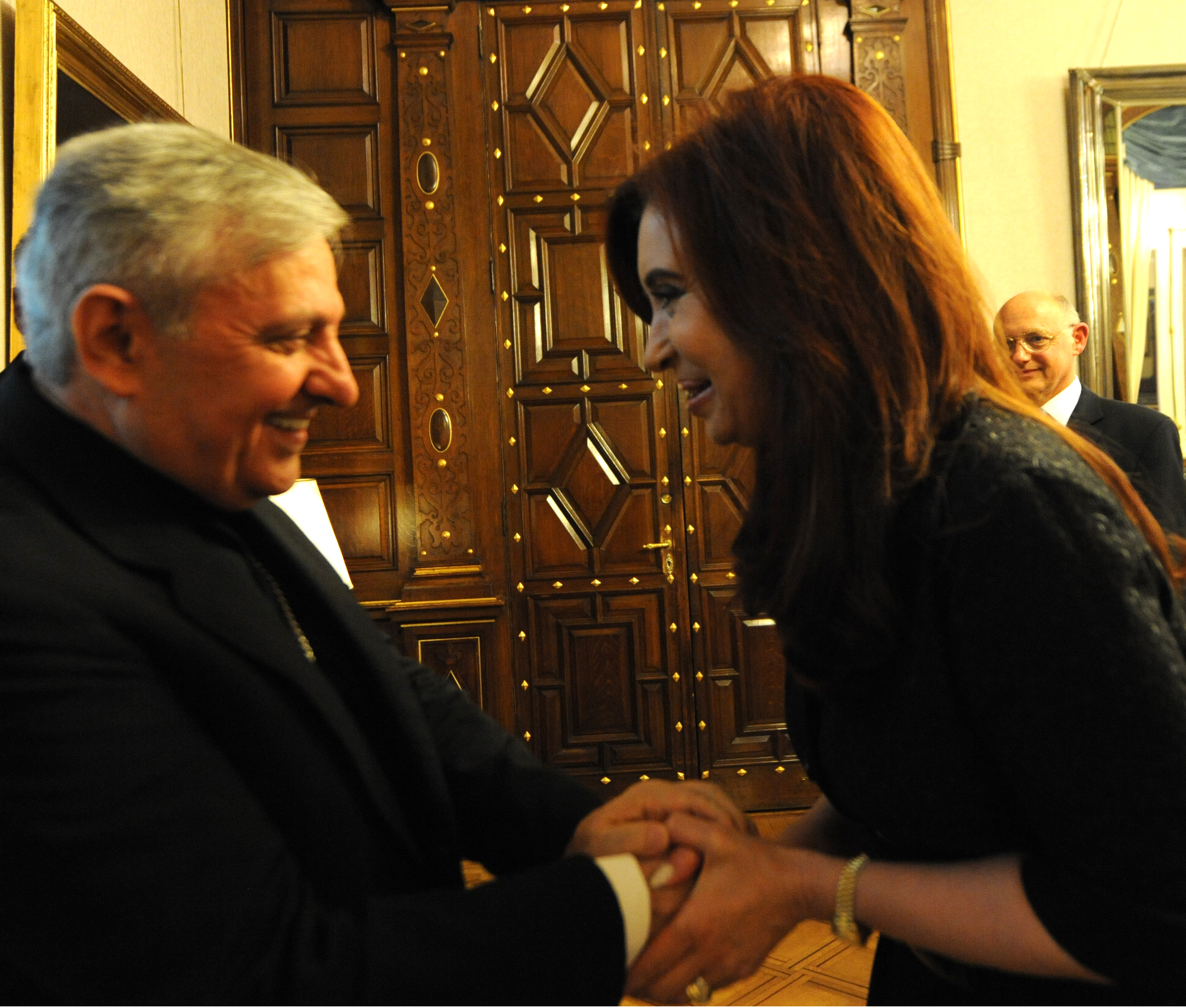
Adriano Bernardini incontra l'allora presidente dell'Argentina Cristina Fernández de Kirchner.

Il 20 agosto 1992 Papa Giovanni Paolo II lo eleva ad arcivescovo titolare di Faleri e lo nomina nunzio apostolico in Bangladesh. Riceve la consacrazione episcopale nella cappella del Pontificio Seminario Romano Maggiore il 15 novembre 1992 dal cardinale segretario di Stato Angelo Sodano, co-consacranti Josip Uhač, arcivescovo titolare di Tharros e segretario della Congregazione per l'evangelizzazione dei popoli, e Remigio Ragonesi, arcivescovo titolare di Ferento e vicegerente della diocesi di Roma.
Il 15 giugno 1996 è trasferito come nunzio apostolico in Madagascar, Mauritius e Seychelles. Il 24 luglio 1999 è nominato nunzio apostolico in Thailandia, Singapore e Cambogia nonché delegato apostolico per Birmania, Malaysia, Laos e Brunei.
Il 26 aprile 2003 Giovanni Paolo II lo nomina nunzio apostolico in Argentina; l'incarico viene letto da alcuni analisti locali come legato all'esigenza di rafforzare nel paese le posizioni conservatrici delle quali era in quegli anni portavoce il cardinale Angelo Sodano. Durante gli anni di nunziatura in Argentina si distingue per le proprie posizioni di destra; di quel periodo vengono in seguito ricordate le critiche verso il cardinale Jorge Mario Bergoglio, da lui definito un uomo enfermo de poder (in italiano "malato di potere"). 
Viene anche accusato di aver speso somme eccessive per i lavori di restauro di Palazzo Fernández Anchorena, acquistato nel 1938 da donna Adelia María Harilaos de Olmos e donato da questa nobildonna alla Chiesa nel 1947 perché divenisse sede della nunziatura apostolica nella capitale argentina. Le spese effettuate per la ristrutturazione dello stabile, che versava ormai in stato di fatiscenza e necessitava urgenti restauri non furono a carico della Santa Sede né di istituzioni ecclesiastiche locali ma interamente pagate da una fondazione cattolica statunitense, con parte del danaro messo a disposizione per quest'opera impiegato per opere di carità a favore dei poveri. 
Alcuni ebbero inoltre da ridire contro la sua dura opposizione alla nomina di diversi candidati all'episcopato presentati dall'allora arcivescovo di Buenos Aires cardinale Jorge Mario Bergoglio, tra questi mons. Gustavo Oscar Zanchetta, poi promosso all'episcopato da Papa Francesco nel 2013 e condannato per violenza sessuale nel 2022 dal tribunale penale argentino  , per seguire con un popolare vescovo locale paladino di una visione pauperistica della Chiesa, mons. Fernando María Bargalló, che nel 2012 finirà poi immortalato abbracciato a una donna nelle acque caraibiche.
Il 15 novembre 2011 Papa Benedetto XVI lo nomina nunzio apostolico in Italia e nella Repubblica di San Marino; anche in questo caso la nomina viene vista come quella di un "castigamatti" in grado di opporsi ai settori della Chiesa cattolica che "remano contro" le posizioni del papato di Benedetto XVI. Di particolare rilievo sono le sue posizioni in difesa dell'istituzione del papato e della Sede Apostolica espresse per esempio in una omelia nella festa della Cattedra di San Pietro il 22 febbraio 2010.  
Altri provvedimenti del suo mandato in Italia che ebbero un certo risalto furono la rimozione di mons. Francesco Miccichè dalla Diocesi di Trapani, avvenuta il 16 maggio 2012 per presunti legami con la massoneria, nonostante l'interessato si dichiarasse pubblicamente "parte lesa", la rimozione nel 2015 del vescovo della Diocesi di Albenga-Imperia mons. Mario Oliveri, punto di riferimento dei circoli del tradizionalismo cattolico italiano e ritenuto responsabile di avere accolto e portato al sacerdozio soggetti molto problematici e averne accolti altri, già preti, incardinandoli nella sua diocesi  . Nel 2013 curò il delicato caso dell'Abbazia di Montecassino, a cui è tolta la giurisdizione episcopale dell'abate ordinario sul territorio e passata al vescovo della Diocesi di Sora-Aquino-Pontecorvo, in seguito agli scandali, poi divenuti di pubblico dominio, legati alla controversa figura dell'abate Pietro Vittorelli    e alla drastica diminuzione del numero dei monaci residenti in quell'enorme complesso abaziale ridotti in quegli anni ad appena 8. 
A un anno di distanza dalla sua nomina a nunzio apostolico in Italia fu eletto al soglio di Pietro il Cardinale Jorge Mario Bergoglio, con il quale intercorsero buoni rapporti di collaborazione nei loro nuovi rispettivi ruoli, tanto che, più volte, il Sommo Pontefice gli farà visita privata a sorpresa presso Villa Giorgina, sede della nunziatura apostolica. 
Il 5 settembre 2017 si congeda dalla Repubblica di San Marino. Il 12 dello stesso mese Papa Francesco accetta la sua rinuncia all'incarico per raggiunti limiti d'età. Il successivo 4 ottobre lo stesso Pontefice lo nomina membro della Congregazione per l'evangelizzazione dei popoli, incarico al quale adempirà sino alle soglie dell'80° anno di età, svolgendo nel mentre il ministero di confessore presso la Chiesa della Gran Madre di Dio.
Cultore dell'arte, nel 2018 viene allestito un nuovo salone nel Museo Diocesano della Diocesi di San Marino Montefeltro dove sono esposti i preziosi manufatti ricevuti in omaggio nel corso degli anni da sovrani e capi di stato durante le sue missioni diplomatiche e da lui tutti donati al patrimonio artistico ecclesiale, tra cui diverse opere artistiche ricevute in dono dal re di Thailandia, dal re di Cambogia dal sultano del  Brunei. 

## Genealogia episcopale e successione apostolica
La genealogia episcopale è:
- Cardinale Scipione Rebiba
- Cardinale Giulio Antonio Santori
- Cardinale Girolamo Bernerio, O.P.
- Arcivescovo Galeazzo Sanvitale
- Cardinale Ludovico Ludovisi
- Cardinale Luigi Caetani
- Cardinale Ulderico Carpegna
- Cardinale Paluzzo Paluzzi Altieri degli Albertoni
- Papa Benedetto XIII
- Papa Benedetto XIV
- Papa Clemente XIII
- Cardinale Marcantonio Colonna
- Cardinale Giacinto Sigismondo Gerdil, B.
- Cardinale Giulio Maria della Somaglia
- Cardinale Carlo Odescalchi, S.I.
- Vescovo Eugène de Mazenod, O.M.I.
- Cardinale Joseph Hippolyte Guibert, O.M.I.
- Cardinale François-Marie-Benjamin Richard de la Vergne
- Cardinale Pietro Gasparri
- Cardinale Clemente Micara
- Cardinale Antonio Samorè
- Cardinale Angelo Sodano
- Arcivescovo Adriano Bernardini

La successione apostolica è:
- Arcivescovo Paulinus Costa (1996)
- Arcivescovo Moses Montu Costa, C.S.C. (1996)
- Arcivescovo Nicholas Chia (2001)
- Vescovo Peter Hla (2001)
- Vescovo Francis Daw Tang (2002)
- Vescovo John Hsane Hgyi (2003)
- Vescovo Paul Tan Chee Ing, S.I. (2003)
- Vescovo Marcelo Raúl Martorell (2006)
- Vescovo Mariano Anastasio Moreno García, O.S.A. (2008)
- Vescovo José Slaby, C.SS.R. (2009)
- Vescovo Victor Selvino Arenhart (2009)
- Vescovo Marcelo Alejandro Cuenca Revuelta (2010)